# Buddha Bar

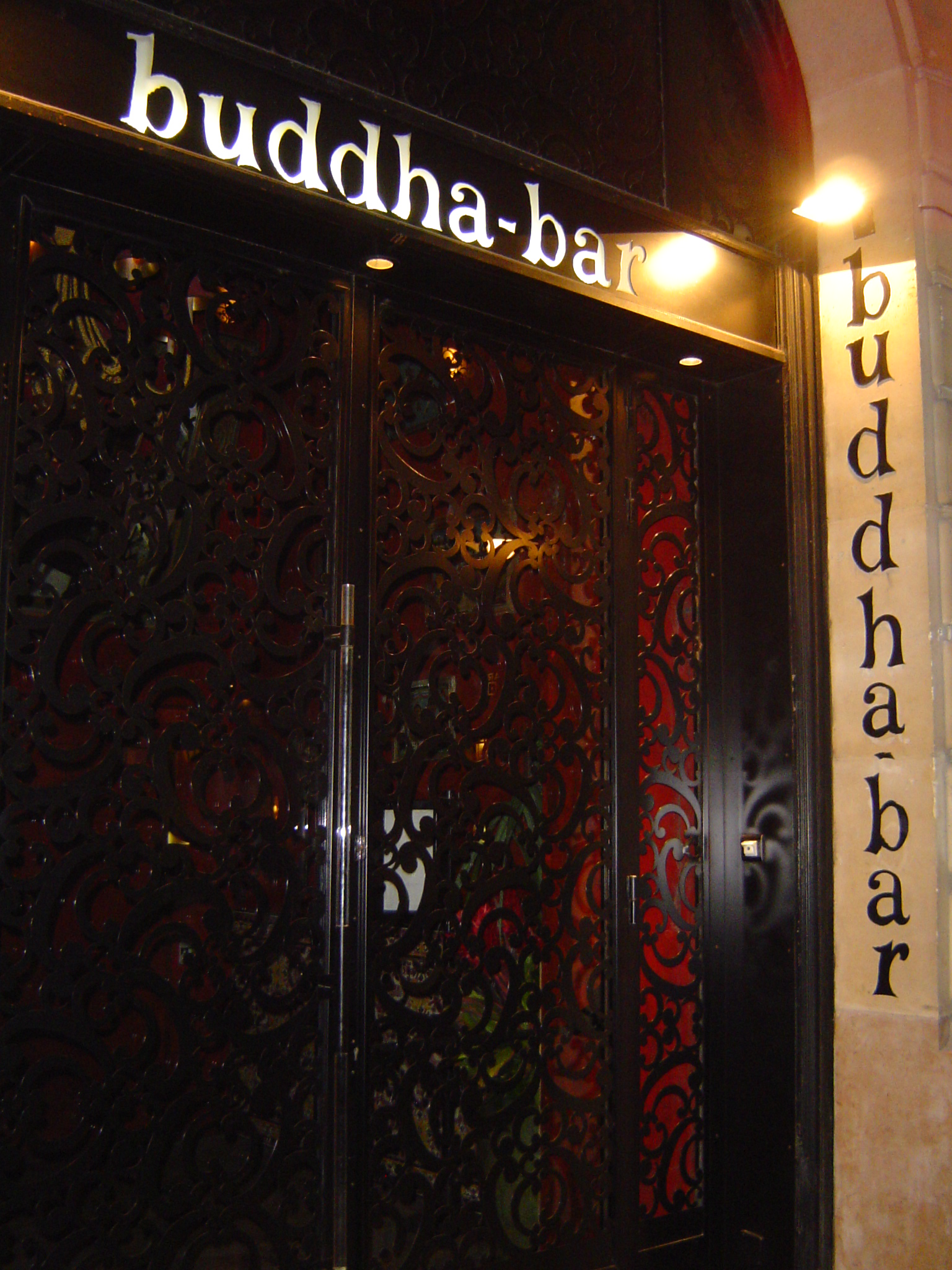
Eingang der Buddha-Bar Paris

Die Buddha-Bar ist eine internationale Restaurant-Kette, deren Innenausstattung durch markante Buddha-Statuen geprägt ist. Hohen Bekanntheitsgrad erlangte die Buddha-Bar durch die im Restaurant gespielte Lounge-Musik. Eine Serie von Musik-CDs (Kompilationen) in diesem Musikstil wird seit 1999 von George V Records ebenfalls unter dem Namen Buddha-Bar veröffentlicht und über die Buddha-Bar-Restaurants vermarktet. Grundlegende Idee zur Veröffentlichung der CDs war es, die Musik und die Atmosphäre der Buddha-Bar allen Personen zugänglich zu machen.

## Geschichte
Die erste Buddha-Bar wurde 1996 von Raymond Visan in Paris gegründet. Weitere Restaurants entstanden nach dem Franchise-Prinzip. Inzwischen gibt es weltweit zahlreiche Ableger. Kleinere Varianten der Buddha-Bar werden unter dem Namen Little Buddha vermarktet.
Es gibt inzwischen eine Vielzahl an Restaurants und Bars, die das Konzept mit Buddha-Statuen und Chillout-Musik nachahmen und sich teilweise auch Buddha Bar nennen. Sie sind jedoch keine offiziellen Ableger der Pariser Buddha-Bar.
Das Konzept der offiziellen Buddha-Bar wird auch auf Hotels angewendet. 2009 eröffnete das erste lizenzierte Buddha-Bar-Hotel in Prag, das zweite im Jahr 2012 in Budapest und das bisher letzte 2013 in Paris. Weitere Hoteleröffnungen sind in Planung.
Im März 2009 kam es in Jakarta zu Protesten einer Gruppe von Buddhisten gegen die dortige Buddha-Bar wegen der Verwendung religiöser Symbole für Unterhaltungszwecke.

## Buddha-Bar-CDs
Die Buddha-Bar-CDs gehören zu den erfolgreichsten Chillout/Lounge-Kompilationen und wurden einmal mit Silber ausgezeichnet.
- 1999: Buddha Bar I
- 2000: Buddha Bar II
- 2001: Buddha Bar III
- 2001: Buddha Bar Amnesty International
- 2002: Buddha Bar IV
- 2003: Buddha Bar V
- 2004: Buddha Bar VI
- 2004: Buddha Chillout (UK: Silber)[4]
- 2005: Buddha Bar VII
- 2006: Buddha Bar VIII
- 2007: Buddha Bar IX
- 2008: Buddha Bar X
- 2009: Buddha Bar XI
- 2010: Buddha Bar XII
- 2011: Buddha Bar XIII
- 2012: Buddha Bar XIV
- 2013: Buddha Bar XV
- 2014: Buddha Bar XVI
- 2015: Buddha Bar XVII
- 2016: Buddha Bar XVIII
- 2018: Buddha Bar XX